# Art en Tchétchénie

Arbi Rassukhanov, artiste peintre tchétchène

 (septembre 2024).
L'art en Tchétchénie désigne l'art historique et actuelle de la Tchétchénie. Ce type d'art fait partie du patrimoine culturel matériel de la Tchétchénie, témoignant de son histoire. Formé il y a des siècles, l'art tchétchène remonte au début de l'âge du bronze. Les Tchétchènes ont utilisé l’art pour exprimer leur culture, leurs croyances, leurs coutumes et leur histoire. Un message important véhiculé dans cet art est celui des croyances religieuses tchétchènes, en particulier dans leurs rituels et leurs légendes. Comme dans de nombreuses autres cultures anciennes, le décor tchétchène est représenté par des symboles idéalisant leur vie quotidienne et leurs rôles, tels que la chasse, l'agriculture et les rituels religieux.

## Histoire
Que l'on observe l'art tchétchène de l'âge du bronze ou d'aujourd'hui, on constate toujours une forte influence orientale sur d'autres groupes, notamment les musulmans et les Russes. À l'époque du bronze ancien, les artefacts tchétchènes découverts étaient des poteries, des céramiques et des objets en bronze et en métal. Les Tchétchènes sculptaient des symboles dans ces céramiques et poteries, principalement des animaux, qui étaient ensuite utilisés dans des rituels. D'autres travaux de sculpture de symboles ont été réalisés à la fin de l'âge du bronze et à la fin du Moyen Âge. La peinture n'avait pas pris une grande place dans l'art tchétchène jusqu'en 1917. Des oeuvres étaient exposées au musée de Grozny, avec un total de 3 270 œuvres et 950 peintures. Après la première guerre de Tchétchénie, avec le bombardement de Grozny en 1995, la plupart des œuvres d'art tchétchènes du musée ont été détruites, et seules 100 peintures ont été sauvées. Depuis lors, de nombreux artistes et historiens tentent de restaurer nombre de ces peintures et d'en faire des expositions à Moscou.

## Galerie

Tchétchène artiste Arbi Rassukhanov. Veuve, 1985.
Tchétchène artiste Letchi Abaev. Vladimir Vyssotski, 1985

## Artistes tchétchènes
Piotr Zakharov fut le premier peintre célèbre de l'art tchétchène, étant très populaire dans les années 1800. Il est devenu populaire pour son travail d'autoportraits, peignant de nombreuses célébrités à Saint-Pétersbourg, en Russie. Un autre artiste tchétchène célèbre est Amandi Asukhanov, connu pour ses peintures de paysages à la fin des années 1900. Enfin, Zamir Yushaev, qui est un peintre plus récent de l'art tchétchène. Il se spécialise dans la peinture et l'huile, et est également dessinateur de bandes dessinées. 